# La Cible (film, 1968)
Pour les articles homonymes, voir La Cible.
Pour plus de détails, voir Fiche technique et Distribution.
La Cible est un film américain réalisé par Peter Bogdanovich, sorti en 1968.

## Synopsis
Tandis que l'acteur Byron Orlok (Boris Karloff) annonce sa retraite au grand désespoir du réalisateur Sammy Michaels, un jeune homme, Bobby, vétéran du Vietnam et assureur, se prépare à commettre une série de meurtres, tuant d'abord sa femme puis sa mère.

## Fiche technique
- Titre original : Targets
- Titre français : La Cible
- Réalisation : Peter Bogdanovich
- Scénario : Peter Bogdanovich
- Photographie : László Kovács
- Montage : Peter Bogdanovich
- Production : Peter Bogdanovich
- Société de production : Saticoy Productions
- Société de distribution : Paramount Pictures
- Budget : 130 000 $US[1]
- Pays de production :  États-Unis
- Langue originale : anglais
- Format : couleur - 1,85:1 - 35 mm - mono
- Genre : thriller
- Durée : 90 minutes
- Dates de sortie : 
  - États-Unis : 13 août 1968, première à New York, puis 15 août 1968, sortie nationale
  - France : 31 mars 1971
- Classification :
  - États-Unis : R

## Distribution
- Boris Karloff : (VF 1re voix :Jean Henry Chambois)(VF 2e voix: Jacques Berthier) : Byron Orlok
- Tim O'Kelly (en) (VF : Luq Hamet) : Bobby Thompson
- Nancy Hsueh : Jenny
- Peter Bogdanovich (VF : Éric Legrand) : Sammy Michaels
- Arthur Peterson (en) : Ed Loughlin
- Monte Landis (VF : Jacques Dynam) : Marshall Smith
- James Brown (VF : Richard Leblond) : Robert Thompson Sr.
- Mary Jackson : Charlotte Thompson
- Tanya Morgan : Ilene Thompson
- Sandy Baron (VF : Gilles Tamiz) : Kip Larkin
- Susan Douglas Rubeš : Cliente du drive-in

## Commentaires
- Le film s'inspire de la tuerie perpétrée par Charles Whitman en août 1966.
- La séquence d'ouverture est extraite du film L'Halluciné réalisé par Roger Corman en 1963.